# Troublemaker (canción de Arashi)
«Troublemaker» es el vigesimonoveno sencillo de la boy band japonesa Arashi que fue lanzado el 3 de marzo de 2010 bajo la discográfica J Storm. "Troublemaker" se está utilizando actualmente como la canción de apertura del drama Tokujo Kabachi!! (特上カバチ!!?) protagonizada por el miembro de Arashi Sho Sakurai. El sencillo fue lanzado en dos ediciones: una edición regular que contiene las canciones del lado A y lado B y sus versiones instrumentales y una edición limitada que contiene el lado B "Yurase, Ima o" (揺らせ、今を?) y un DVD.

## Información del sencillo
El 5 de enero de 2010, se anunció que Arashi proporcionaría la canción "Yurase, Ima o" como la canción tema para los Juegos Olímpicos de Invierno de 2010 para la cobertura de noticias de NTV. Al día siguiente el 6 de enero de 2010, Sakurai Arashi anunció que proporcionaría el tema "Troublemaker" para su siguiente drama en una conferencia de prensa.

## Actuaciones en directo
El 12 de febrero Arashi cantó "Troublemaker" y "Yurase, Ima o" en Music Station en su programa especial por sus 1000 episodios. Sin embargo, debido a su trabajo como presentador especial de noticias para la cobertura de los Juegos Olímpicos de la cadena NTV, Sakurai no pudo asistir a la presentación en vivo del grupo en el show de música como él tenía que ir a Vancouver para la Ceremonia de apertura. Después de haber terminado su trabajo con los Juegos Olímpicos, Sakurai interpretó "Troublemaker" con los demás miembros de Arashi cuando fue de nuevo a Music Station el 5 de marzo de 2010.

## Lista de pistas

### Edición Regular
| Regular Edition |                                                |          |                 |          |  |
| N.º             | Título                                         | Letras   | Música          | Duración |  |
| 1.              | «Troublemaker»                                 | H.Suzuki | Masashi Ohtsuki | 4:03     |  |
| 2.              | «Yurase, Ima o» (揺らせ、今を (Yurase, Ima o?) | 100+     | 100+            | 4:27     |  |
| 3.              | «Mō Ippo» (もう一歩 (Mō Ippo?)                 | Sts      | Sts             | 3:43     |  |
| 4.              | «Troublemaker» (Instrumental)                  | H.Suzuki | Ohtsuki         | 4:03     |  |
| 5.              | «Yurase, Ima o» (Instrumental)                 | 100+     | 100+            | 4:27     |  |
| 6.              | «Mō Ippo» (Instrumental)                       | Sts      | Sts             | 3:43     |  |

### Edición Limitada
| Limited Edition |                 |          |         |          |  |
| N.º             | Título          | Letras   | Música  | Duración |  |
| 1.              | «Troublemaker»  | H.Suzuki | Ohtsuki | 4:03     |  |
| 2.              | «Yurase, Ima o» | 100+     | 100+    | 4:27     |  |

### Edición Limitada DVD
| Limited Edition DVD |                            |          |  |
| N.º                 | Título                     | Duración |  |
| 1.                  | «Troublemaker» (Making of) |          |  |
| 2.                  | «Troublemaker» (PV)        |          |  |

## Ventas
En el día del lanzamiento del sencillo debutó en el número uno en el Oricon daily singles chart con una venta de 232 000 copias. En el Oricon weekly singles chart debutó número uno con una de 542 000 copias, lo que lo converierte a Arashi en el primer grupo que logra exceder las 500 000 copias en su primera semana de venta por dos años consecutivos desde B'z en el año 2001.

### Listas, posiciones y certificaciones
| Lista (2010)                      | Posición máxima |
| --------------------------------- | --------------- |
| Japan Oricon Daily Singles Chart  | 1               |
| Japan Oricon Weekly Singles Chart | 1               |

| País  | Proveedor | Ventas  | Certificación |
| ----- | --------- | ------- | ------------- |
| Japón | RIAJ      | 542 000 | —             |